# Anstandslos & Durchgeknallt
Anstandslos & Durchgeknallt ist ein deutsches DJ-Duo aus Sachsen, das bei Crash Your Sound unter Vertrag steht. Es besteht aus den beiden DJs Maria Dürrling und Oliver „Olli“ Kleissle, die aus Lückendorf bzw. Schirgiswalde stammen.

## Geschichte
Anstandslos & Durchgeknallt wurde im Frühjahr 2014 gegründet. Mit ersten eigenen Remixes im Repertoire eröffnete das Duo noch im selben Jahr die Mainstage beim SonneMondSterne-Festival. 2016 kam es dann zur aktuellen Besetzung mit Maria Dürrling. In den beiden Jahren darauf waren sie Headliner beim Halleschen Laternenfest. Zudem eröffneten sie 2016 das Sputnik Springbreak Festival, erhielten einen Plattenvertrag von Sony Music Entertainment und veröffentlichten einen Remix des Titels I Want It That Way von den Backstreet Boys, der über zwei Millionen Mal gestreamt wurde. 2017 erfolgten die ersten TV-Auftritte sowie Liveshows in Österreich und der Schweiz. Weitere erfolgreiche Remixes folgten 2017 zu Ohne dich der Band Münchener Freiheit und zu Helene Fischers Top-10-Single Herzbeben. Am 23. Februar 2018 veröffentlichte das Duo ihr selbstbetiteltes Debütalbum und trat im Sommer des Jahres bei zahlreichen Festivals der Elektroszene in ganz Europa auf.

## Diskografie

### Alben
- 2018: Anstandslos & Durchgeknallt

### Extended Plays
- 2018: Anstandslos & Durchgeknallt (Extended Versions)
- 2019: Party EP

### Singles
- 2017: Ohne dich
- 2017: Männer
- 2018: Egal (feat. Jasmiina)
- 2018: Kokain
- 2018: Alleine gemeinsam (feat. Kenay)
- 2018: Holterdiepolter (feat. Georg Stengel, DE: Gold)
- 2018: Merci au revoir
- 2019: Sophie
- 2019: Ich brauch dich nicht (mit Georg Stengel)
- 2020: Irgendwann (mit ela.)
- 2020: Nüchtern (mit Emi Flemming)
- 2021: Mann im Mond (mit Harry)
- 2021: Am Tag als Conny Kramer starb (mit Jazzy Gudd)
- 2021: Zeit mit dir (mit Jazzy Gudd und Dize)
- 2022: Wiedersehen (mit Joelina Drews)
- 2022: You Can Win If You Want (mit Tiscore und Dieter Bohlen)
- 2022: Und wieder (mit Kati K)
- 2022: Wieder unterwegs
- 2022: Zum greifen nah (mit Rumbombe; #4 der deutschen Single-Trend-Charts am 19. August 2022[4])
- 2022: Klempner Klaus (mit Gabby)

### Remixe
- 2016: Backstreet Boys – I Want It That Way
- 2016: Ogün & Ömsen – Shisha Bar
- 2017: Helene Fischer – Herzbeben
- 2017: Wunderwelt – Freiheit = Gold (Hey Boy!)
- 2017: Tiefpass – Tag zur Nacht
- 2017: The Holy Santa Babara – Dance mit de Gänse
- 2017: Melloton – I Need You
- 2017: Rockstroh – Kind sein
- 2017: Laurenz – Liebe auf Repeat
- 2018: Vanessa Mai – Wenn das wirklich Liebe ist
- 2018: Vanessa Mai – Schönster Moment
- 2018: DJ Bonzay – So schöne Engel
- 2018: Janosh feat. Jakub Ondra – 500 Miles
- 2018: Robin Way – Jetzt
- 2018: Stereoact & Jaques Raupé feat. Peter Schilling – Terra Titanic
- 2018: Ben Zucker – Der Sonne entgegen
- 2018: Laurenz – Diese Nacht
- 2019: Kerstin Ott feat. Helene Fischer – Regenbogenfarben
- 2019: Finch Asozial – Abfahrt!
- 2019: The Holy Santa Babara feat. Dawid – Vodi & Jacky
- 2019: Talstrasse 3-5 feat. Hellwach – Drogenkind
- 2019: Alex Engel – Willst du mit mir geh’n
- 2019: Jan PerDu – Ich kann es nicht allein
- 2019: Laurenz – Brief für mich
- 2020: Emi Flemming – Lieb Mich × Hass Mich
- 2021: Heinz Rudolf Kunze – Dein ist mein ganzes Herz[5]
- 2021: Julia Kautz – Ich ohne dich